# Яккаламулла (підрозділ окружного секретаріату)
Підрозділ окружного секретаріату Яккаламулла — підрозділ окружного секретаріату округу Галле, Південна провінція, Шрі-Ланка. Складається з 44 Грама Ніладхарі.